# Sotirios Kyrgiakos
Sotirios Kyrgiakos (Grieks: Σωτήριος Κυργιάκος) (Trikala, 23 juli 1979) is een Grieks voormalig voetballer die hoofdzakelijk als verdediger speelde. Hij speelde van 1998 tot en met 2014 voor achtereenvolgens Panathinaikos, Agios Nikolaos, Glasgow Rangers, Eintracht Frankfurt, AEK Athene, Liverpool, VfL Wolfsburg, Sunderland en Sydney Olympic. Kyrgiakos was van 2002 tot en met 2010 international in het Grieks voetbalelftal, waarin hij 61 wedstrijden speelde en vier keer scoorde. Hij miste het EK 2004 dat Griekenland won vanwege een knieblessure.